# The Dollyrots
The Dollyrots je americká pop punková hudební skupina, která vznikla v listopadu roku 2000 v Sarasotě na Floridě. Krátce po svém vzniku v roce 2002 se však přemístila do Los Angeles v Kalifornii. Kapela sestává ze dvou členů, zpěvačky a baskytaristky v jedné osobě Kelly Ogden a kytaristy Luise Cabezase. Kapela vznikla během listopadových prezidentských voleb.
| „             | Koukali jsme se na prezidentské volby, a když jsme asi ve čtyři ráno zjistili, že vyhrál George Bush, řekli jsme si s Luisem: „Tenhle svět asi stejně rychle skončí, tak nebudeme začínat vysokou školu,“ a pomysleli si,„pojďme raději vytvořit kapelu!“ Takhle se to stalo, nemáme budoucnost, tak vytvoříme kapelu | “ |
| — Kelly Ogden | |   |

Prvním hitem skupiny je píseň „Because I'm Awesome“, která vyšla na stejnojmenném albu v roce 2007. Se skupinou Bowling for Soup natočili album The Dollyrots vs. Bowling for Soup, na kterém přezpívali písně „Almost“ a „High School Never Ends“. Bowling for Soup na oplátku nazpívali již zmiňovaný hit a píseň s názvem „Rollercoaster“. Na spolupráci s texaskými kolegy navázali dalším splitovým albem One Big Happy v roce 2012, na němž vystoupili i s kapelou Patent Pending. Celkem kapela vydala k roku 2014 pět vlastních studiových alb Eat My Heart Out (2004), Because I'm Awesome (2007), A Little Messed Up (2010), eponymní album The Dollyrots z roku 2012, a zatím poslední Barefoot and Pregnant, jež bylo vydáno 18. února 2014.

## Diskografie
- Eat My Heart Out (2004)
- Because I'm Awesome (2007)
- A Little Messed Up (2010)
- The Dollyrots vs. Bowling for Soup (2011)
- The Dollyrots (2012)
- One Big Happy (2012)
- Barefoot and Pregnant (2014)

## Videoklipy
| Rok  | Jmeno                                 |
| ---- | ------------------------------------- |
| 2004 | «Kick Me to the Curb»                 |
| 2004 | «New College»                         |
| 2007 | «Because I'm Awesome»                 |
| 2008 | «Brand New Key»                       |
| 2008 | «Out of L.A.»                         |
| 2010 | California Beach Boy (fun-made video) |
| 2011 | «Rollercoaster»                       |
| 2012 | «Hyperactive»                         |
| 2013 | «Satellite»                           |
| 2013 | «Twist Me to the Left»                |

Další video
| Rok  | Jmeno                                               |
| ---- | --------------------------------------------------- |
| 2006 | «Feed Me, Pet Me»(reklama Hewlett-Packard)          |
| 2012 | "Because I'm Santa" (lyric video)                   |
| 2013 | "Love ya Love ya" (Kelly Ogden та Bowling for Soup) |